# Blair Witch (gra komputerowa)
Blair Witch – gra z gatunku survival horror stworzona przez polskie studio Bloober Team, oparta na serii horrorów pod tym samym tytułem. Na świecie została wydana przez Lionsgate Games na systemy Microsoft Windows oraz konsole Xbox One i w usłudze Xbox Game Pass 30 sierpnia, 2019 roku. Akcja gry jest osadzona dwa lata po wydarzeniach z filmu Blair Witch Project. W grze wcielamy się w postać byłego funkcjonariusza policji Ellisa Lyncha, który dołącza do poszukiwań zaginionego chłopca w lesie Black Hills. Gra została również przeniesiona na platformę PlayStation 4, co nastąpiło 3 grudnia, 2019 roku oraz na Nintendo Switch 25 czerwca, 2020 roku. Następnie gra zawitała na goglach VR: Oculus Quest & Quest 2 - 29 października, 2020 roku, a także na usługę Amazon Luna 7 października, 2021 roku.
Gra łączy mechaniki survival horroru i skradanki, odbywa się w perspektywie pierwszoosobowej. Gracz ma do dyspozycji przedmioty takie jak kamera, telefon komórkowy, latarka. Poza tym możemy polegać na kompanie Ellisa, psie Bullecie, który jest doskonałym tropicielem i naprowadza nas na ślad 9 letniego Petera Shannona. Jednocześnie jest nieoceniony w wykrywaniu zagrożeń natury paranormalnej. Po drodze gracz natknie się również na dziwne, drewniane lalki, tajemnicze zdjęcia i nagrania. Nie zabraknie także zagadek wymagających skupienia. Tak jak w filmach, historia opowiadana jest za pomocą kaset (wykorzystanie techniki found-footage).
Gra Blair Witch w trakcie premiery otrzymała mieszane recenzje. Krytycy zachwalali atmosferę gry, jakość grafiki, udźwiękowienie oraz dobrze zrealizowane wykorzystanie psa jako kompana, lecz krytykowali niektóre aspekty rozgrywki, w tym poziom trudności.

## Rozgrywka
Przejście gry zajmuje około sześciu godzin. Dostępne są cztery różne zakończenia oraz jedno sekretne zakończenie.

## Produkcja
Blair Witch jest dziełem zespołu Bloober Team, którzy na swoim koncie mają takie tytuły jak Layers of Fear czy Observer, znane i cenione za elementy psychologicznego horroru. Pomysł na grę narodził się w głowie spółki Lionsgate, która w 2003 roku zakupiła prawa do serii Blair Witch. Lionsgate był pod wrażeniem możliwości zespołu jakie ten zaprezentował w Layers of Fear. Według Macieja Głomba, ówczesnego członka Bloober Team Lionsgate dał zespołowi wolną rękę, aby opracowali unikalną historię osadzoną w uniwersum znanym z filmów. Gra powstawała na silniku Unreal Engine 4.
Akcja gry rozgrywa się po wydarzeniach z filmu Blair Witch. Przytaczając słowa Barbary Kciuk, jeden z osób odpowiedzialnych za scenariusz: "Dla nas, otwarta przestrzeń jest nie tylko wyzwaniem, ale też okazją...osadzenie akcji w lesie daje całkowicie nowe możliwości. Teraz gracze nigdy nie mogą być pewni co czyha na nich w mroku." Niejako inspiracją dla gry były inne tytuły takie jak Alan Wake czy Outlast oraz filmy, które zredefiniowały gatunek tzw. filmów found-footage (min. REC i Paranormal Activity).

## Wydanie
Gra Blair Witch została zaprezentowana na E3 2019. Tytuł został wydany najwcześniej na systemy Microsoft Windows i konsolę Xbox One 30 sierpnia, 2019. Podczas targów Gamescom 2019, gra została dodana do Xbox Game Pass.

## Odbiór
Tytuł otrzymał "mieszane" bądź "przeciętne" recenzje, według strony Metacritic. Alex Spencer z czasopisma PC Gamer nazwał Blair Witch "interesującą grą horror, która nigdy nie potrafi uciec spod cienia inspiracji 'lat 90-tych"(mowa o filmie z 1999 roku). Jednocześnie Alex skrytykował grę za brak rozwinięcia pewnych mechanik, w których widział większy potencjał. Alessandro Barbosa, piszący dla GameSpot zachwalał atmosferę gry i jej układ dźwiękowy, lecz nie powstrzymał się od krytyki - "Blair Witch nie opowiada porywającej historii, a jej zwroty akcji są tak rozciągnięte w czasie, że z łatwością można je odgadnąć, zanim zrobią na nas odpowiednie wrażenie." Jeff Cork z miesięcznika Game Informer wskazał podobne zalety produkcji, ale skrytykował potyczki z wrogami oraz ich nielogiczność. Patrick Hancock z bloga Destructoid skomentował debiut gry w następujący sposób: "Blair Witch satysfakcjonująco miesza zwykły jumpscare z psychologicznym horrorem", jednocześnie zaznaczając, że duża ilość jumpscarów z czasem stawała się "męcząca i przewidywalna".
Atmosfera gry oraz udźwiękowienie zostały mocno docenione przez Cass Marshall ze strony Polygon. Poza zachwytem nad klimatem gry autorka zaznaczyła, że poruszanie się po lesie może sprawiać kłopoty, zwłaszcza gdy w grę wchodzą bugi (niewidzialne ściany itd). Viki Blake ze strony Eurogamer  podkreśliła piękno wizualne gry stwierdziła, że: "Gra jest pełna momentów, które skutecznie mrożą krew w żyłach oraz dostarcza pamiętnych widoków, całość dobrze wkomponowuje się w lore uniwersum Blair Witch."
Postacie otrzymały zazwyczaj dobre oceny. T.J. Hafer, piszący dla IGN, stwierdził, że dzięki obecności kompana w postaci Bulleta rozgrywka stała się znacznie bardziej znośna niż gdybyśmy przemierzali las sami. Pomijając, że z psem jest "raźniej" Hafer wskazał na przydatność psa z punktu widzenia rozgrywki - to on znajdował przedmioty i wytaczał ścieżki. Pomimo tego, Hafer miał zastrzeżenia do AI psa, któremu momentami brakowało sprytu. Jason Faulkner z portalu Game Revolution nazwał włączenie Bulleta do rozgrywki jako "niewykorzystane", zaznaczając, że był najbardziej przydatny we wskazywaniu kierunku wrogów w walce. Alyssa Mercante ze strony GamesRadar+ wskazała, że postać Ellisa Lyncha, w kontekście relacji z Bulletem oraz wykorzystanie problemów psychicznych jest mądrym zabiegiem, który świetnie sprawdza się jako narzędzie narracyjne".

### Wyróżnienia
Pomimo mieszanych recenzji, gra została nominowana do tytułu "Gry roku 2019" podczas ceremonii Golden Joystick Awards, oraz na przez przedstawicieli National Academy of Video Game Trade za udźwiękowienie.